# Bayerwald-Kaserne
Die Bayerwald-Kaserne ist eine Garnison der deutschen Bundeswehr in der bayerischen Stadt Regen. Sie wurde 1960 fertiggestellt und diente seither vorwiegend zur Unterbringung von Einheiten der Panzergrenadier-, Panzerjäger- und Jägertruppe. Hauptnutzer ist noch heute das Panzergrenadierbataillon 112.

## Bau- und Stationierungsgeschichte
Ab April 1951 bestand nahe der Ortschaft March westlich der Stadt Regen das US-Border-Camp May (48° 59′ 12″ N, 13° 3′ 52″ O). Teile der 3rd Squadron 2nd Armored Cavalry Regiment sicherten bis 1992 die Außengrenze der NATO, zuerst zur bis 1990 existierenden Tschechoslowakischen Sozialistischen Republik, schließlich noch zur Tschechischen und Slowakischen Föderativen Republik.
Die 1955 neu gegründete Bundeswehr benötigte für die Unterbringung zahlreiche Truppenunterkünfte. Dabei wurde zum einen auf durch die ehemaligen alliierten Besatzungstruppen freiwerdende und die Freimachung zivil genutzter Bestandsbauten zurückgegriffen. Zum anderen war der Bund auf Kasernenneubauten angewiesen. Die Stadt Regen fasste am 11. September 1956 aus wirtschaftlichen Gründen den Beschluss, sich bei der Wehrbereichsverwaltung VI um die Errichtung einer Garnison zu bewerben. Dazu bot die Stadt eine 30 Hektar große Fläche in der Nähe des Ortsteils Kerschlhöh an. 120 Grundstückseigentümer und 5 Wohnhäuser waren betroffen. Die Grundbesitzer gaben allesamt ihr Einverständnis. Am 8. Oktober 1956 fand das Raumordnungsverfahren statt. Am 3. Mai 1957 erhielt die Stadt die Entscheidung zugunsten von Regen als Bundeswehrstandort. Weitere 150 Hektar mussten jedoch noch als Übungsgelände zur Verfügung gestellt werden. Am 23. November 1958 begannen die Erdarbeiten für die neue Kaserne. Ab Mai 1959 erfolgte die Erschließung des Geländes mit Straßen, Ver- und Entsorgungsleitungen. Im Herbst 1960 starteten die Hochbauarbeiten. Über den Winter 1959/1960 wurde der Bau mit Hochdruck vorangetrieben und am 22. Februar 1960 Richtfest gefeiert. Im Juli 1960 zog ein Vorkommando der Bundeswehr ein. Am 23. November 1960 schließlich fand die Übergabe der Kaserne nach Fertigstellung von 17 Gebäuden statt. Die Gesamtbaukosten beliefen sich auf 32 Millionen DM. 7 Architekten, 4 Ingenieurbüros sowie 88 Bauunternehmen und Zulieferer waren beteiligt.
Bereits am 4. Juli 1960 hatte die Standortverwaltung Regen ihre Arbeit aufgenommen. Sie war zunächst im Rathaus der Stadt, ab Oktober 1962 im ehemaligen Verwaltungsgebäude einer Krankenkasse untergebracht.

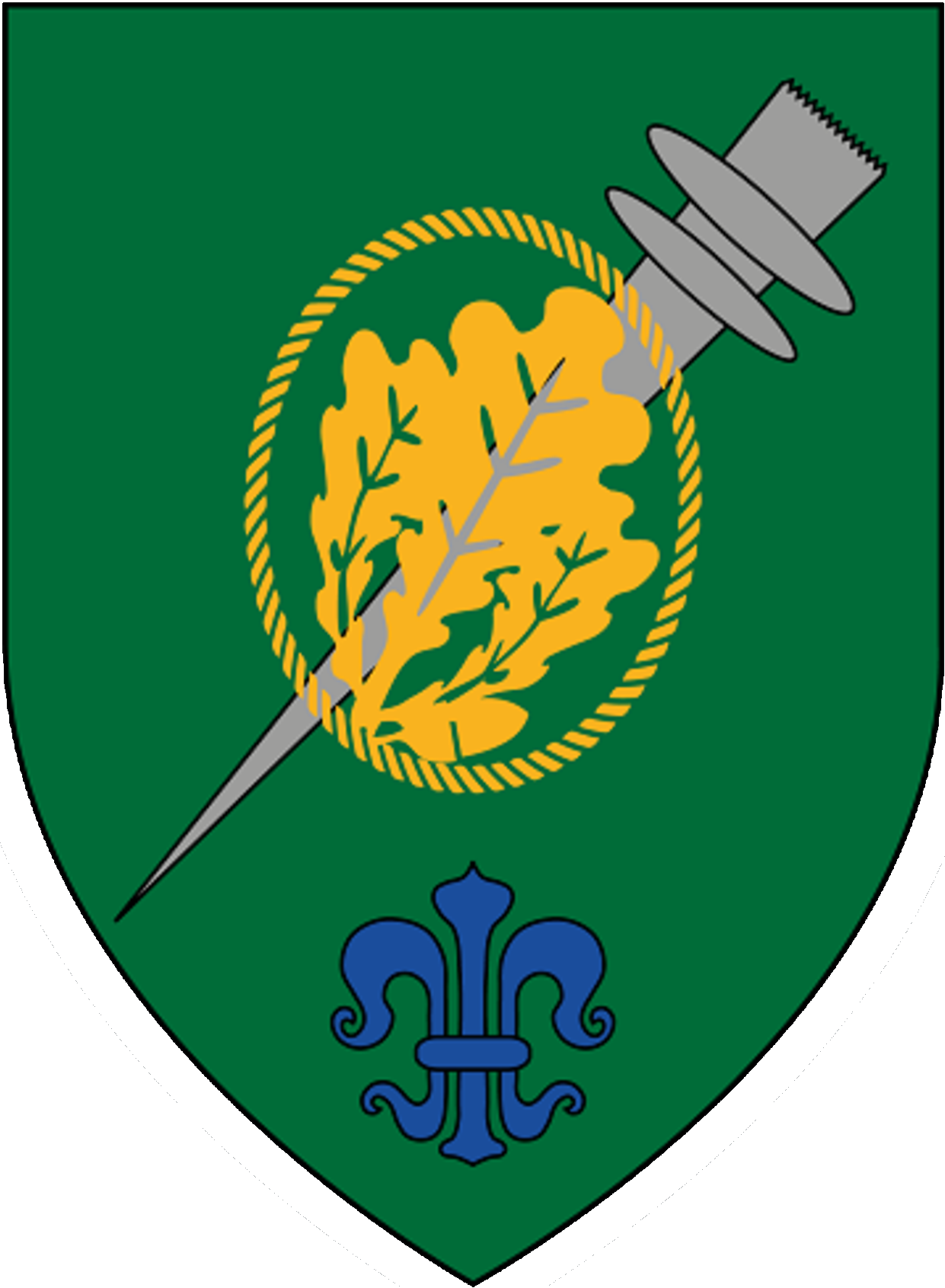
Wappen des in der Kaserne beheimateten Panzergrenadierbataillons 112

Mit der Übernahme der Anlage durch die Bundeswehr zog am 23. November 1960 das Panzergrenadierbataillon 112 der Panzergrenadierbrigade 11 der 4. Panzergrenadierdivision ein. Es war zunächst als Grenadierbataillon 4 am 1. Juli 1956 aus Freiwilligen des Bundesgrenzschutzes der Grenzschutzabteilung Deggendorf aufgestellt worden. Bereits am 22. Juli 1956 verlegte es nach Mittenwald in das Lager Luttensee. Am 15./16. Januar 1957 folgte der Standortwechsel nach Regensburg. Mit Einnahme der Heeresstruktur 2 erfolgte seine Umbenennung in Panzergrenadierbataillon 112.
Die am 15. Januar 1963 im Rathaus und ab 16. Januar 1964 in einem Bankgebäude eingerichtete Standortkommandantur Regen wurde im Herbst 1968 im Zuge der Umgliederung der Territorialverteidigung aufgelöst. Die Aufgaben des Standortältesten übernahm der jeweilige Kommandeur des Bataillons 112. Am 18. März 1970 zog die Standortverwaltung Regen in ein für 3,5 Millionen DM errichtetes neues Gebäude in der Bodenmaiser Straße 46 um.
Die Einnahme der Heeresstruktur 3 führte durch die Änderung der 4. Panzergrenadierdivision zur 4. Jägerdivision auch zur Umgliederung des Panzergrenadierbataillons 112 zum Jägerbataillon 112 im Oktober 1970. Zudem verlegte im Juli 1971 die Panzerjägerkompanie nach Pfreimd. Im Gegenzug kam die Ausbildungskompanie 110 aus Bogen in die Bayerwald-Kaserne.
Im Dezember 1973 konnte das Offiziersheim übergeben werden, für das 1,2 Millionen DM ausgegeben worden waren.
Für den Spitzensport wurden in der Bayerwald-Kaserne im Juni 1976 die Sportgruppe Heer „Biathlon/Nordischer Skilauf“ sowie eine Sportfördergruppe aufgestellt. Sie dienten Sportlern der Nationalmannschaften und der Kader A bis D der Spitzenverbände des Deutschen Sportbunds.
Zur Vorbereitung auf die Heeresstruktur 4 wurden in der Kaserne zwei weitere Gebäude errichtet, die im Juli 1978 bezugsfertig waren. Die neue Struktur brachte im April 1981 eine Rückumgliederung des Jägerbataillons 112 zum Panzergrenadierbataillon 112 und dessen Ausstattung mit dem Schützenpanzer „Marder“ mit sich. Hinzu kamen die aus der Ausbildungskompanie 110 gebildete 2. Kompanie sowie eine Teileinheit der 1. Kompanie des neu aufgestellten teilgekaderten Panzergrenadierbataillons 111. Schließlich wurde die 4. Kompanie des in Ellwangen (Jagst) neu gebildeten Panzergrenadierbataillons 303 hier stationiert.

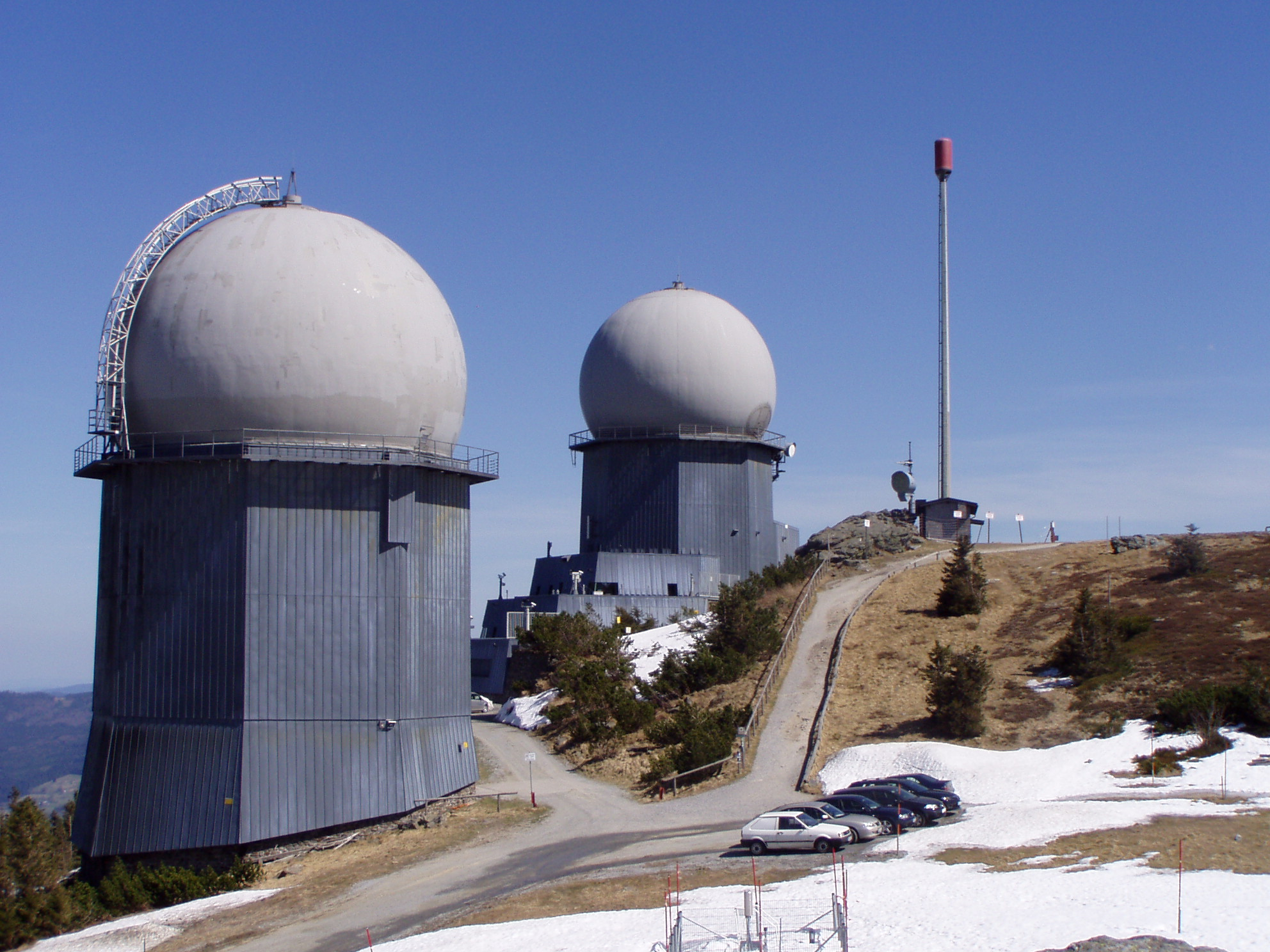
Großraumsensor (RRP 117 der deutschen Luftwaffe) auf dem Großen Arber

Mit der Schaffung der Radarstellung auf dem Großen Arber im Bayerischen Wald wurde 1983 die 6./Fernmelderegiment 31 in der Bayerwald-Kaserne untergebracht. Ihr folgten nach der Auflösung weitere Einheiten nach.
Obwohl es mit dem Ende des Kalten Krieges und der Deutschen Wiedervereinigung zu einer deutlichen Truppenreduzierung der Bundeswehr, zur Auflösung der Panzergrenadierbrigade 11 zum 31. März 1993 und zur Fusion der 4. Panzergrenadierdivision mit der 1. Luftlandedivision zum Kommando Luftbewegliche Kräfte/4. Division zum 1. April 1994 kam, blieb das Panzergrenadierbataillon 112 und der Standort Regen erhalten. Mit der Stationierungsentscheidung 2011 sollte das Personal in der Kaserne jedoch um 200 Dienstposten reduziert werden.
Während des Einsatzes des Panzergrenadierbataillons 112 im Afghanistan-Krieg in der Provinz Baglan beim Observation Post North wurden am 18. Februar 2011 der Hauptfeldwebel Georg Missulia, der Stabsgefreite Konstantin Menz und der Hauptgefreite Georg Kurat getötet sowie sechs weitere Soldaten verwundet, nachdem ein begleitender Angehöriger der verbündeten Afghanischen Nationalarmee das Feuer eröffnet hatte.
Im Februar 2020 wurden Investitionen im Umfang von 30 Millionen Euro in die Kaserne angekündigt. Geplant wurde die Sanierung von Unterkunftsgebäuden, ein neues Waffenkammergebäude und eine neue Ausbildungshalle für den Schützenpanzer „Puma“. Im Sommer 2022 begannen zudem der Abriss von zwei alten Wohnblöcken und die Arbeiten an 270 neuen Einzelunterkünften in drei neuen Gebäuden, für die im September 2024 Richtfest gefeiert wurde. Die Fertigstellung des 25 Millionen Euro teuren Vorhabens ist Ende 2025 geplant.
Im April 2023 wurde bekannt gegeben, das weitere 60 Millionen Euro in die Infrastruktur der Kaserne bis 2025 investiert werden sollen.
Folgende Einheiten, Verbände, Dienststellen und Stäbe waren bzw. sind in der Bayerwald-Kaserne stationiert:
| Einheit                                                 | Stationierung ab  | Herkunft | Stationierung bis  | Verbleib |
| ------------------------------------------------------- | ----------------- | --- | ------------------ | --- |
| Panzergrenadierbataillon 112                            | 23. November 1960 | verlegt nach Aufstellung am 1. April 1959 aus Grenadierbataillon 4 in Regensburg                                          | 2. Oktober 1970    | in Jägerbataillon 112 umgegliedert                                                                                             |
| Panzerjägerkompanie 110                                 | 23. November 1960 | verlegt nach Aufstellung am 21. November 1960 aus 2./Panzerjägerbataillon 244 in Murnau am Staffelsee, Panzerjägerkaserne | 1. Juli 1971       | verlegt nach Pfreimd, Oberpfalz-Kaserne, und in das Panzerjägerbataillon 104 eingegliedert                                     |
| Zahnstation H 011/3                                     | 1. Oktober 1968   | neu aufgestellt | 30. September 1972 | in Zahnstation (Terr) H 624 umbenannt                                                                                          |
| Jägerbataillon 112                                      | 2. Oktober 1970   | aus Panzergrenadierbataillon 112                                                                                          | 1. April 1981      | in Panzergrenadierbataillon 112 umgegliedert                                                                                   |
| Ausbildungskompanie 110                                 | 1. Juli 1971      | verlegt aus Bogen, Graf-Aswin-Kaserne                                                                                     | 31. März 1981      | Ausbildungsauftrag zum 31. Dezember 1980 eingestellt und neu aufgestellt als 2./Panzergrenadierbataillon 111 zum 1. April 1981 |
| Materialausstattung Sanitätsbereich 66/3                | 1. Juli 1972      | neu aufgestellt | 30. September 1997 | aufgelöst |
| Zahnstation (Terr) H 624                                | 1. Oktober 1972   | aus Zahnstation H 011/3                                                                                                   | 31. März 1981      | in Zahnarztgruppe 605/3 umbenannt                                                                                              |
| Sportfördergruppe 4/7                                   | Juni 1976         | aus Skizug Jägerbrigade 11                                                                                                |                    | aufgelöst |
| Sportgruppe Heer 4/1                                    | Juni 1976         | neu aufgestellt |                    | aufgelöst |
| Panzergrenadierbataillon 112                            | 1. April 1981     | aus Jägerbataillon 112 | heute              | |
| 1./Panzergrenadierbataillon 111 TE 35                   | 1. April 1981     | neu aufgestellt | 30. September 1992 | aufgelöst |
| 2./Panzergrenadierbataillon 111                         | 1. April 1981     | neu aufgestellt aus Ausbildungskompanie 110                                                                               | 30. September 1992 | aufgelöst |
| 4./Panzergrenadierbataillon 303                         | 1. April 1981     | neu aufgestellt | August 1988        | verlegt nach Ellwangen, Reinhardt-Kaserne; dort zum 30. September 1992 aufgelöst                                               |
| Standortfeldwebel Regen                                 | 1. April 1981     | neu aufgestellt | 31. März 1999      | aufgelöst |
| Kasernenfeldwebel mit Standortaufgaben Regen            | 1. April 1981     | neu aufgestellt | 30. September 1994 | aufgelöst |
| Unterstützungspersonal Standortältester Regen           | 1. April 1981     | neu aufgestellt | heute              | |
| Zahnarztgruppe 605/3                                    | 1. April 1981     | aus Zahnstation (Terr) H 624                                                                                              | 31. Dezember 1998  | aufgelöst |
| 6./Fernmelderegiment 31                                 | 4. Oktober 1983   | neu aufgestellt | 1989               | aufgelöst |
| Schießsimulator Schützenpanzer Marder (112)             | 1. Juli 1995      | neu aufgestellt | 30. September 2018 | in Simulator Schützenpanzer PUMA (112) umbenannt                                                                               |
| Luftwaffensanitätsbereitschaft Regen                    | 1. April 1997     | neu aufgestellt | 31. März 2005      | aufgelöst |
| Gefechtssimulator Panzergrenadierzug (112)              | 1. Januar 1998    | neu aufgestellt | 30. September 2018 | aufgelöst |
| Sanitätszentrum Feldkirchen Teileinheiten Regen         | 1. Juli 2004      | neu aufgestellt | 30. September 2015 | aufgelöst |
| Sanitätsstaffel Regen                                   | 1. Juli 2004      | neu aufgestellt | 30. September 2015 | aufgelöst |
| Abgesetzter Technischer Zug 133                         | 1. Oktober 2004   | neu aufgestellt | 30. Juni 2014      | aufgelöst |
| Heeresinstandsetzungslogistik Stützpunkt Regen          | 3. Juli 2006      | neu aufgestellt | heute              | |
| Bundeswehr Informationstechnik Regen                    | 1. November 2009  | neu aufgestellt | heute              | |
| Verband der Reservisten der Bundeswehr Regen            | 1. November 2009  | neu aufgestellt | heute              | |
| Freiwillige Reservistenarbeit Regen                     | 1. Februar 2013   | neu aufgestellt | heute              | |
| Abgesetzter Technischer Zug 358 Bayerisch Eisenstein    | 1. Januar 2014    | neu aufgestellt | 30. September 2018 | in Abgesetzter Technischer Zug 358 Regen umbenannt                                                                             |
| Sensorzug IV Regen                                      | 1. Januar 2014    | neu aufgestellt | heute              | |
| Trupp 3D Radar Radarstellung Bayerisch Eisenstein       | 1. Januar 2014    | neu aufgestellt | 30. September 2018 | Neuaufstellung zum 1. Oktober 2018 in Bayerisch Eisenstein                                                                     |
| Trupp Funkanlagen Radarstellung Bayerisch Eisenstein    | 1. Januar 2014    | neu aufgestellt | 30. September 2018 | Neuaufstellung zum 1. Oktober 2018 in Bayerisch Eisenstein                                                                     |
| Außenlager Radarstellung Bayerisch Eisenstein           | 1. Januar 2014    | neu aufgestellt | 30. September 2018 | Neuaufstellung zum 1. Oktober 2018 in Bayerisch Eisenstein                                                                     |
| Ausbildungsunterstützungskompanie 112                   | 1. Juli 2014      | neu aufgestellt | 31. März 2015      | Neuaufstellung zum 1. April 2015 in Cham                                                                                       |
| Abgesetzter Technischer Zug 358 Regen                   | 1. Oktober 2018   | aus Abgesetzter Technischer Zug 358 Bayerisch Eisenstein                                                                  | heute              | |
| Simulator Schützenpanzer PUMA (112)                     | 1. Oktober 2018   | aus Schießsimulator Schützenpanzer Marder (112)                                                                           | heute              | |
| Luftwaffensanitätstrupp 6 Flugabwehrraketenbataillon 32 |                   | neu aufgestellt |                    | aufgelöst |
| Standortfernmeldeanlage 627/403                         |                   | neu aufgestellt |                    | aufgelöst |
| Wallmeistertrupp 661/1                                  |                   | neu aufgestellt |                    | aufgelöst |